# Amorejská dynastie

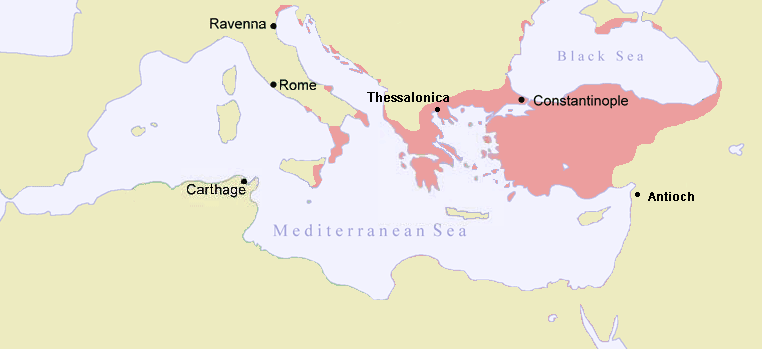
Rozsah Byzantské říše na konci vlády amorejské dynastie

Členové amorejské dynastie (také amorijské či fryžské) vládli Byzantské říši v letech 820 až 867. Dynastie pocházela z města Amorion ve Frýgii.

## Vláda

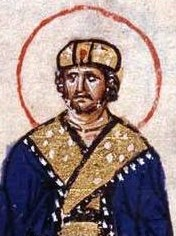
Poslední císař amorejské dynastie Michael III. řečený Opilec

V době panování amorejských císařů byly ukončeny náboženské dogmatické spory ohledně uctívání ikon, jež delší dobu působily neblahým způsobem na byzantskou vnitropolitickou situaci[zdroj?] a které byly nakonec vyřešeny ve prospěch ikonodulie (uctívání obrazů). V Byzanci začalo v této době docházet k sociálním změnám, jejichž důsledkem započala koncentrace velkého pozemkového majetku v rukou jednoho vlastníka[zdroj?]. Začala se tak vytvářet vedle byrokratického aparátu druhá stále mocnější složka společnosti a tou byli byzantští feudálové neboli dynatoi - mocní. Již během vlády prvního amorijského císaři ale Byzanc utrpěla několik ztrát. Arabové se roku 826 zmocnili Kréty a o rok později padla i Sicílie. Zároveň také došlo k prvnímu vážnější konfliktu se západní církví a to mezi patriarchou Fotiem a papežem Mikulášem I. To vedlo nejen k ochladnutí vztahů mezi Konstantinopolí a Římem, ale též k značné rivalitě. Během vlády posledního císaře Michaela byli také mimo jiné vysláni soluňští bratři Konstantin a Metoděj na misii do Velkomoravské říše. Konec dynastie nastal zavražděním císaře Michaela a nástupem Basilea I. z makedonské dynastie.

## Seznam císařů
- Michael II. Amorijský (770 - 829), vládl 820 - 829
- Tomáš Slovan, vzdorocísař, vládl 821 - 823
- Theofilos (813 - 842), vládl 829 - 842
- Michael III. (840 - 867), vládl 842 - 867